# Бритченко, Игорь Геннадьевич
Игорь Геннадиевич Бритченко (род. 30 июня 1970, Донецк) — доктор экономических наук, профессор, академик Академии экономических наук Украины, магистр богословия, академик Международной академии богословских наук.

## Биография
Родился 30 июня 1970 года в украинском городе Донецк Украинской ССР.
Национальность — грек.
Род деятельности — экономика.
Направление — экономика, финансы, банки, маркетинг, менеджмент
Кандидатскую диссертацию на тему: «Банковский маркетинг: организация процессов инвестирования» защитил в 1998 году в Институте экономико-правовых исследований Национальной Академии Наук Украины. http://www.iepd.kiev.ua/
Докторскую диссертацию на тему: «Формирование и функционирование регионального банковского рынковедения» защитил в 2005 году в Донецком национальном университете экономики и торговли им. М. Туган-Барановского МОН Украины. http://www.donnuet.edu.ua/
Подтвердил ученую степень в Европейском Союзе:
1. Ученую степень доктора наук (Афины, Греция) — 2008 г. http://www.doatap.gr/
2. Ученую степень доктора экономических наук (Варшава, Польша) — 2016 г. http://www.nauka.gov.pl/
3. Получил научно-педагогическое звание «профессор» (Братислава, Словакия) — 2017 г.
4. Ученую степень доктора экономических наук (Загреб, Хорватия) — 2017 г.
5. Ученую степень доктора экономических наук и звание «профессор» (София, Болгария) — 2018 г.
6. Ученую степень доктора экономических наук (Любляна, Словения) — 2018 г.
7. Ученую степень доктора экономических наук (Таллин, Эстония) — 2019 г.
8. Ученую степень доктора экономических наук (Рига, Латвия) — 2019 г.
Подтвердил ученую степень в Англии — 2021 г.
Научно-педагогический стаж в Украине на основном месте работы более 25 лет.
Стаж научно-педагогической работы в Европейском Союзе (Польша) на основном месте работы — 6 лет.
Бритченко И. Г. — сторонник интеграции образовательного пространства Украины к европейским стандартам, является одним из немногих украинских ученых, которые подтвердили свою научную степень в Европейском Союзе и Англии.
Является автором более 400 научных работ, среди которых 36 монографий (7 — единоличные, 12 — учебные пособия, в том числе четыре под грифом МОН Украины).
В 2005 — лауреат конкурса «Книга Донбасса-2005» в номинации «Экономика»;
2009 — диплом в конкурсе «Книга Донбасса-2009» за весомый вклад в развитие теории банковского дела;
2012 — диплом III степени в конкурсе «Лучшая книга Полтавщины».
Работал в высших учебных заведениях:
- заведующим кафедрой экономики, бизнеса и менеджмента и директором Межотраслевого института повышения квалификации и переподготовки специалистов Полтавского университета экономики и торговли (г. Полтава, Украина).
- профессором Высшей школы бизнеса — Национального университета Луиса (г. Новый Сонч, Польша).
- профессором кафедры финансов и банковского дела Ужгородского национального университета (г. Ужгород, Украина).

Работает в высших учебных заведениях:
- заведующим кафедрой финансов Ужгородского торгово-экономического института Киевского национального торгово-экономического университета (г. Ужгород, Украина)
- профессором Государственного высшего учебного заведения им. профессора Станислава Тарновского в Тарнобжеге (Польша)
- профессором Высшей школы страхования и финансов (г. София, Болгария)[4]

## Научная деятельность

### Научные идентификаторы
ORCID ID: 0000-0002-9196-8740 
ID Scopus: 56891643900 
Researcher lD: H-9866-2018
Publons /a/1461438/ 
RePEc Short-ID: pbr742 
PBN-ID: 3985030 
Российский индекс научного цитирования SPIN-код автора: 1835-6982, AuthorID: 869163
Loop profile: 900028
SSRN Author ID: 3229226

### Работа в редакционных коллегиях следующих научных журналов
- Научный журнал Болгарской Академии Наук «Икономически изследвания» (SCOPUS) https://www.iki.bas.bg/spisanie-ikonomicheski-izsledvaniia
- Научный вестник Полесья (индексируется в Web of Science) http://nvp.stu.cn.ua/;
- Научный журнал «Финансово-кредитная деятельность: проблемы теории и практики» (индексируется Web of Science) http://fkd.org.ua/ Архивная копия от 17 сентября 2019 на Wayback Machine;
- Сборник научных трудов «Финансы, учёт и аудит» КНЭУ им. Вадима Гетьмана http://faa.kneu.edu.ua/ua/redkolegiya/;
- Научный журнал Варненского свободного университета им. Черноризца Храбра (Республика Болгария) http://ejournal.vfu.bg/;
- Научный журнал «European Journal of Management Issues» https://mi-dnu.dp.ua/index.php/MI/about/editorialTeam;
- Профессиональный сборник научных трудов Национального авиационного университета «Проблемы системного подхода в экономике» http://psae-jrnl.nau.in.ua/;
- Научный журнал VUZF REVIEW (София, Болгария)https://papersvuzf.net/index.php/VUZF;
- Международный научный журнал «Management & Economics Research Journal» https://mer-j.com/merj/index.php/merj;
- Journal of Scientific Papers «Social development and Security» https://paperssds.eu/index.php/JSPSDS/index
- Международный научный журнал «Political Science and Security Studies Journal»
- Международный научный журнал «Torun International Studies»
- Научный журнал Национальной академии Национальной гвардии Украины «Честь и закон» http://chiz.nangu.edu.ua/

### Участие в программах и грантах Европейского Союза
Программа мобильности преподавателей высших учебных заведений в г. Пожега (Хорватия) с 21.05.2018 г. по 25.05.2018 г. ERASMUS + KA 103 HE 2017/2018 (STE) TEACHING STAFF MOBILITY за средства бюджета ЕС.
Участие в программе мобильности и повышения квалификации работников высших учебных заведений в г. София (Болгария) с 27.02.2017 г. по 03.03.2017 г. ERASMUS + EU PROGRAMME KA 103 HE STT — STAF TRANING MOBILITY 2016/2017 за средства бюджета ЕС.
Повышение квалификации по программе «Modern teaching methods in economics on the EU edukational market» in Nowy Sącz Graduate School of Business-National Luis University, April 2016 Certificate № IFS-WSB-NLU-WK / 3897/2015/1 (Новый Сонч, Польша) за счет WSB-NLU.

### Научная школа
Под руководством профессора Бритченко защищены диссертации:
1. Момот Александр Михайлович — в 2010 году защитил диссертацию на соискание ученой степени кандидата экономических наук на тему «Интегрированные банковские услуги и их внедрение в Украине» в специализированном ученом совете К 26.883.01 Университета банковского дела Национального банка Украины
2. Шеверя Мирослава Юрьевна — в 2013 году защитила диссертацию на соискание ученой степени кандидата экономических наук на тему «Механизмы активизации стратегического потенциала» в специализированном ученом совете К 61.051.02 ДВНЗ «Ужгородский национальный университет»
3. Князевич Анна Александровна — 29.08.2016 г. защитила диссертацию на соискание ученой степени доктора экономических наук на тему «Управление формированием и функционированием инновационной инфраструктуры Украины» в Европейском Союзе (Республика Болгария). Ученую степень д.э.н. подтвердила в Украине 21.03.2017 г. в КНЭУ им. Вадима Гетьмана;
4. Панько Марина Владимировна — 15.09.2016 г. защитила диссертацию на соискание ученой степени кандидата экономических наук на тему «Критерии и показатели повышения эффективности экономики региона» в Европейском Союзе (Республика Болгария);
5. Котковский Владимир Станиславович — 18.05.2017 г. защитил диссертацию на соискание ученой степени доктора экономических наук на тему «Управление кредитно-инвестиционными инновациями банков» в Европейском Союзе (Республика Болгария). Ученую степень д.э.н. подтвердил в КНЭУ им. Вадима Гетьмана;
6. Степочкин Артем Игоревич — 04.07.2017 г. защитил диссертацию насоискание ученой степени доктора экономических наук на тему «Механизм государственного управления устойчивым развитием социально-экономической системы», защищена в ЕС (Республика Болгария). Ученую степень д.э.н. подтвердил 23.08.2017 г. в Министерстве науки и высшего образования Республики Польша;
7. Саенко Владимир Григорьевич — 17.07.2017 г. защитил диссертацию на соискание ученой степени доктора экономических наук на тему «Инновационное управление спортивным бизнесом в Украине» в ЕС (Республика Болгария). Ученую степень д.э.н. подтвердил 21.08.2017 г. в Министерстве науки и высшего образования Республики Польша;
8. Чернявская Татьяна Анатольевна — 17.07.2017 г. защитила диссертацию на тему «Управление самодостаточным развитием транспортно-коммуникативной системы Украины» в ЕС (Республика Болгария). Ученую степень д.э.н. подтвердила 21.08.2017 г. в Министерстве науки и высшего образования Республики Польша;
9. Стойка Виктория Степановна — 18.07.2017 г. защитила диссертацию на тему «Антикризисное управление банковской системой Украины» в ЕС (Республика Болгария);
10. Тадеуш Медзеловский — 06.10.2017 г. защитил диссертацию на соискание ученой степени хабилитированного доктора в области «политические науки» на тему «Пацифизм в Польше после Второй мировой войны» в ЕС (Республика Болгария);
11. Павел Мачашчик — 12.12.2018 г. (Ректор Государственного высшего учебного заведения им. Станислава Тарновского, Польша) защитил диссертацию на соискание ученой степени хабилитированного доктора на тему «Управление высшим образованием Польши и потребности рынка труда» в ЕС (Республика Болгария);
12. Кшиштоф Прендецкий — 27.03.2019 г. защитил диссертацию на соискание ученой степени хабилитированного доктора на тему: «Неолиберализм и системная трансформация в Польше» в ЕС (Республика Болгария). Ученая степень подтверждена 07.06.2019 г. в Министерстве науки и высшего образования Республики Польша;
13. Петр Ярош — 11.04.2019 г. защитил диссертацию на соискание ученой степени хабилитированного доктора на тему «Управление эффективным развитием территориально-хозяйственных зон Польши» в ЕС (Республика Болгария);
14. Даньшина Юлия Владимировна — 22.11.2019 г. защитила диссертацию на соискание ученой степени доктора экономических наук на тему «Совершенствование электронного управления системой предоставления административных услуг в Украине» в ЕС (Республика Болгария);
15. Тадеуш Олеяж — 23.04.2021 р. защитил диссертацию на соискание ученой степени хабилитированного доктора на тему «Финансовая эффективность логистического обеспечения польской армии» в Европейском Союзе (София, Республика Болгария);
16. Норберт Жичиньски — 23.04.2021 р. защитил диссертацию на соискание ученой степени хабилитированного доктора на тему «Маргинализация торговых сетей и их уязвимость к финансовому и имиджевому кризису в контексте реализации стратегии omnichanel» в Европейском Союзе (София, Болгария);
17. Безпарточная Олеся Станиславовна — 27.05.2021 р. защитила диссертацию на соискание ученой степени кандидата экономических наук на тему «Совершенствование организационно-финансового механизма диагностики сельскохозяйственных предприятий Украины» в ЕС (Республика Болгария);
18. Лысюк Алекандра Анатольевна — 27.05.2021 р. защитила диссертацию на соискание ученой степени кандидата экономических наук на тему «Рынок труда и занятость в современной экономике Украины», защищена в ЕС (Республика Болгария);
19. Боровская Мария — 10.06.2021 р. защитила диссертацию на соискание ученой степени хабилитированного доктора на тему «Повышение финансово-экономической конкурентоспособности логистических предприятий с помощью аналитических моделей» в Европейском Союзе (София, Болгария);
20. Левченко Ярослава Сергеевна — 10.06.2021 р. защитила диссертацию на соискание ученой степени доктора экономических наук на тему «Финансовое обеспечение мостостроения Украины на основании комплексного подхода повышения инвестиционной привлекательности» в Европейском Союзе (София, Болгария).

### Монографии
1. Банковский маркетинг: организация процессов инвестирования Донецк: ИЭПИ НАН Украины, 1997. — 200 с.
2. Бизнес: путь к успеху Донецк: ДонГАУ, 1995. — 119 с.
3. Системность банковского дела и реальный капитал Донецк: ИЭПИ НАН Украины, — 1998. — 134 с.
4. Макромаркетинг (поведение, реклама, администрирование) Донецк: ДонГУЭТ, ДонНУ, 2002. — 427 с. (Глава 1. Введение в макромаркетинг. — С. 5 — 50).
5. Региональное банковское рынковедение (теория, методология, технология). Часть 1. Теория регионального банковского рынковедения. Донецк: ДонГУЭТ, 2002. — 122 с.
6. Региональное банковское рынковедение (теория, методология, технология). Часть 2. Методология регионального банковского рынковедения. Донецк: ДонГУЭТ, 2003. — 106 с.
7. Региональное банковское рынковедение (теория, методология, технология). Часть 3. Технология регионального банковского рынковедения. Донецк: ДонГУЭТ, 2003. — 126 с.
8. Управление банковским рынковедением Донецк: ИЭПИ НАН Украины, ДонНУ, 2003. — 368 с.
9. Региональные аспекты банковского рынковедения Донецк: ДонГУЭТ им. М. Туган-Барановского, 2003. — 291 с.
10. Механізм оцінки і управління фінансовими ризиками підприємств Донецк: ДонГУЭТ им. М. Туган-Барановского, 2004. — 172 с.
11. Стратегія забезпечення ефективного функціонування підприємств на фондовому ринку Донецк: ДонГУЭТ им. М. Туган-Барановского, 2005. — 234 с.
12. Маркетинг менеджмент: новые решения Донецк: ДонНУЭТ им. М. Туган-Барановского, 2007. — 326 с.
13. Інтегровані банківські послуги та конкурентоспроможність банківської системи Полтава: РИЦ ПУПКУ, 2008—315 с.[5]
14. Функціонування банківського сектору та кредитної кооперації: теорія і практика Полтава: РИЦ ПУЭТ, 2010—147 с.
15. Клієнтела як інструмент визначення вартості комерційного банку Полтава: РИЦ ПУЭТ, 2011—270 с.[6]
16. Малий бізнес як фактор розвитку конкурентоспроможності регіону Полтава: ООО «Техсервіс», 2012. — 200 с.
17. Економічні проблеми розвитку підприємницької функції в секторах економіки національного господарства Донецьк-Полтава: ООО «Техсервіс», 2012. — 640 с.[7]
18. Функціонування та розвиток регіональної банківської системи Полтава: РИВ ПУЭТ, 2012—211 с.
19. Стратегічне управління конкурентоспроможністю: епістомологічні підходи та практична проблематика Полтава: ПУЭТ, 2013. — 307 с.
20. Ефективність стратегічного управління підприємствами: сучасні проблеми та перспективи їх вирішення Полтава: ПУЭТ, 2013. — 204 с.[8]
21. Маркетинговые стратегии продвижения образовательных услуг в национальном интернет-пространстве Украины Полтава: ООО «Техсервіс», 2014—452 с.[9]
22. Перспективи інноваційного розвитку інфраструктури туристичної галузі Закарпатського регіону Теоретико-методологічні основи регулювання економічних процесів: від кризи до сталого розвитку: колект. моногр. / за заг. ред. О. В. Кендюхова.- К.: Вид-во «Центр навчальної літератури», 2015. — С. 132—138.
23. Моделирование процессов устойчивого развития национальных социально-экономических систем // Сытник И.В,, Бритченко И. Г., Степочкин А. И. / Wyższa Szkoła Biznesu-National Louis University, г. Новый Сонч, Польша. — 2017—161 с.[10]
24. Development of small and medium enterprises: the EU and east-partnership countries experience/[Britchenko I., Polishchuk Ye. and all]/Edited by Igor Britchenko and Yevheniia Polishchuk: Wydawnictwo Państwowej Wyższej Szkoły Zawodowej im. prof. Stanisława Tarnowskiego w Tarnobrzegu, 2018. — P. 378.[11]
25. New trends in development of services in the modern economy/P. Machashtchik, I. Britchenko, T. Cherniavska/Tarnobrzeg: Wydawnictwo Państwowej Wyższej Szkoły Zawodowej im. prof. Stanisława Tarnowskiego w Tarnobrzegu, 2018. — 210 p.[12]
26. State regulation of the national currency exchange rate by gold and foreign currency reserve management/Britchenko Igor, Vlasenko Evhenii/Tarnobrzeg: Wydawnictwo Państwowej Wyższej Szkoły Zawodowej im. prof. Stanisława Tarnowskiego w Tarnobrzegu, 2018. — 185 p.[13]
27. Development the wholesale enterprises region through business process reengineering/Bezpartochnyi M., Britchenko I.//Transformational processes the development of economic systems in conditions of globalization: scientific bases, mechanisms, prospects/Edited by M. Bezpartochnyi. in 2 Vol./ISMA University. — Riga: «Landmark» SIA, 2018. — Vol. 1. — P. 10 — 23. ISBN 978-9984-891-04-0; ISSN 1877-0444[14][15]
28. Reengineering business processes as a modern innovation of development wholesale enterprises region/Bezpartochnyi M., Britchenko I., Jarosz P.//Management of innovative development the economic entities/Edited by M. Bezpartochnyi, I. Britchenko/Wyższa Szkoła Społeczno-Gospodarcza w Przeworsku (Polska). — Nowy Sącz: Wydawnictwo i Drukarnia Nova Sandec, 2018. — P. 10 — 25. ISBN 978-83-65196-83-5[16]
29. Economic diagnostics in ensuring of competitiveness the economic entities/Bezpartochnyi M., Britchenko I., Jarosz P.//Conceptual aspects management of competitiveness the economic entities: collective monograph/edited by M. Bezpartochnyi, I. Britchenko/Higher School of Social and Economic (Poland). — Przeworsk: WSGG, 2019. — P. 10 — 20. ISBN 978-83-937354-1-9[17]
30. Information environment of international marketing/Kolbushkin U., Shevchenko A., Britchenko I.//Conceptual aspects management of competitiveness the economic entities: collective monograph/edited by M. Bezpartochnyi, I. Britchenko/Higher School of Social and Economic (Poland). — Przeworsk: WSGG, 2019. — P. 85 — 93. ISBN 978-83-937354-1-9[18]
31. Economic theory: textbook//Illia Dmytriiev, Igor Britchenko, Yaroslava Levchenko, Olena Shershenyuk, Maksym Bezpartochnyi. — Sofia: Professor Marin Drinov Publishing House of BAS, 2020. — 216 p. ISBN 978-619-245-074-8[19]
32. Pandemic economic crisis: essence, reasons, comparative characteristics, opportunities/Britchenko I., Bezpartochnyi M.//New trends in the economic systems management in the context of modern global challenges: collective monograph/scientific edited by M. Bezpartochnyi//VUZF University of Finance, Business and Entrepreneurship. — Sofia: VUZF Publishing House «St. Grigorii Bogoslov», 2020. — P. 8 — 20. ISBN 978-954-8590-85-3[20]
33. Diagnostics the economic efficiency of agricultural enterprises/Bezpartochna O., Britchenko I.//New trends in the economic systems management in the context of modern global challenges: collective monograph/scientific edited by M. Bezpartochnyi//VUZF University of Finance, Business and Entrepreneurship. — Sofia: VUZF Publishing House «St. Grigorii Bogoslov», 2020. — P. 267—277. ISBN 978-954-8590-85-3[21]
34. Global pandemic economic crisis: consequences and opportunities for Ukraine/Britchenko I., Bezpartochnyi M.//Pandemic Economic Crisis: Changes and New/scientific edited by M. Bezpartochnyi//VUZF University of Finance, Business and Entrepreneurship. — Sofia: VUZF Publishing House «St. Grigorii Bogoslov», 2020. — P. 18 — 22. ISBN 978-954-8590-92-1[22]
35. Regional clustering of financial ensuring of dual education introduction on the example of Ukraine road sector/Levchenko Ya., Britchenko I., Bezpartochnyi M., Prylutska L.//Pandemic Economic Crisis: Changes and New/scientific edited by M. Bezpartochnyi//VUZF University of Finance, Business and Entrepreneurship. — Sofia: VUZF Publishing House «St. Grigorii Bogoslov», 2020. — P. 80 — 89. ISBN 978-954-8590-92-1[23]
36. Agriculture in Bulgaria: from European Union accession to the COVID-19 pandemic/Bezpartochnyi M., Britchenko I., Vazov R.//Concepts, strategies and mechanisms of economic systems management in the context of modern world challenges//VUZF University of Finance, Business and Entrepreneurship. — Sofia: VUZF Publishing House «St. Grigorii Bogoslov», 2021. — P. 187—207. ISBN 978-619-7622-11-9[24]

### Учебные пособия
1. Бизнес — гибкие инструментарии (базовый пакет курсов самообучения) Донецк: ДонГАУ, 1996. — 68 с.
2. Основи економічної теорії: дидактичний матеріал для вивичення та самоконтролю знань Луганск: ЛГПУ им. Тараса Шевченка, 2000. — 184с.
3. Marketing Management организации: потенциал и система: Учебное пособие Донецк: ДонНУ, 2001. — 279 с.[25][26]
4. Основы маркетингового управления (макромаркетинга) Донецк: ДонНУ, 2004. — 453 с. (Рекомендовано МОН Украины)
5. Банковское рынковедение: Учебное пособие Донецк: ДонГУЭТ, 2004. — 547 с. (Рекомендовано МОН Украины)
6. Економіка малого бізнесу Донецк: ДонГУЭТ, 2006. — 86 с.
7. Економічний аналіз Сумы: УАБД НБУ, 2006. — 140 с.
8. Маркетинг у банках: Учебное пособие Полтава: РИЦ ПУПКУ, 2008—345 с. (Рекомендовано МОН Украины)
9. Маркетинг у банку: Навчальний посібник для самостійної роботи за кредитно-модульною системою Киев: КНЭУ, 2010 −474 с. (Рекомендовано МОН Украины)[27]
10. Сучасні технології навчання у вищій школі Полтава: ПУЭТ, 2013. — 309 с.[28]
11. Контролінг Рівне: Волинські обереги, 2015. — 280 с.[29]
12. Business communications/ Y. Levchenko, I. Britchenko — Sofia: Prof. Marin Drinov Publishing House of Bulgarian Academy of Sciences, 2021. — 124 p. ISBN 978-619-245-141-7

## Общественная деятельность
Был активным членом Донецкого общества греков имени Федора Стамбулжы. После переезда на постоянное жительство в город Сумы основал и развил Сумское общество греков Украины, которое вошло в состав «Федерации греческих обществ Украины».
В Полтаве основал общество греков Полтавской области «Греческая диаспора», которое также вошло в состав «Федерации греческих обществ Украины»
На базе Межотраслевого института повышения квалификации и переподготовки специалистов Полтавского университета экономики и торговли, директором которого он был, организовал курсы изучения новогреческого языка с выдачей сертификатов МОН Украины государственного образца.
Переехал на постоянное жительство в Ужгород, где также занимается вопросом возрождения новоэллинизма.

## Награды
- Почетные грамоты высших учебных заведений Украины;
- Почетная грамота МОН Украины (2008);
- Почетная грамота исполнительного комитета Полтавского городского совета (2012 г.);
- Почетная грамота Закарпатского областного совета за весомый вклад в реализацию государственной политики в области национального образования, достигнутые успехи в деле обучения и воспитания подрастающего поколения, высокое профессиональное мастерство, добросовестный труд (2012 г.);
- Почетная грамота Национального банка Украины (2015);
- Почетная грамота Болгарской Академии Наук за заслуги и вклад в развитие и сотрудничество между Болгарией и Украиной в области экономических наук (2015)[35]
- Орден «За развитие образования» Ассоциации учебных заведений Украины частной формы собственности (2014);
- Орден Украинской Православной Церкви «Георгия Победоносца II степени» (2015)[36]
- Медаль Украинской Автокефальной церкви «Нестор Летописец» (2016) http://sz.uz.ua/images/Image_Jule/SZ__991.pdf;
- Орден «Архистратиг Михаил» Украинской Автокефальной Православной Церкви (2017)[37]
- Почетная грамота Союза экономистов Украины (2017);
- Почетный знак International Police Corporation «За международное сотрудничество» (2018)
- Почетный знак Украинской секции Международной Полицейской Ассоциации «За мужество и профессионализм» I степени (2018);
- Орден «Августина Волошина» I степени (2019)[38];
- Почетная Грамота Закарпатской областной государственной администрации (2019)
- Нагрудный знак МОН Украины «Отличник образования», Приказ № 245-к от 05.06.2019 г;
- Медаль УПЦ «Равноапостольных Кирилла и Мефодия» I степени (2019);
- Награда Закарпатского областного совета и Закарпатской областной государственной администрации «За развитие Закарпатья». Распоряжение № 13-СП от 18.05.20 (2020);
- Нагрудный знак МОН Украины «За научные и образовательные достижения»[укр.]. Приказ № 37-К от 03.03.2020 г. (Самая высокая награда Министерства образования и науки Украины);
- Медаль Украинской Православной Церкви «Апостола украинской Андрея Первозванного» I степени (2020)[39];
- Почетная грамота за вклад в развитие Высшей школы страхования и финансов (ВУЗФ) г.. София, Болгария (03.11.2020 г.);
- Грамота Ужгородского городского совета за плодотворную работу в области образования, достигнутые успехи в обучении и воспитании подрастающего поколения, весомый личный вклад в организацию учебно-воспитательного процесса (2021 г.);
- Медаль Православной Церкви Украины «30 лет восстановления независимости Украины» (2021);
- Медаль Высшей школы менеджмента безопасности в Кошице (Словакия) за помощь в развитии (01.07.2021 г.);
- Медаль «За самоотверженное служение науке» Всеукраинского объединения «Страна» (17.09.2021).